# ГЕС Кирджалі
ГЕС Кирджалі — гідроелектростанція в Болгарії у Південно-центральному регіоні. Входить до складу каскаду на річці Арда (права притока Мариці), становлячи у ньому верхній рівень (можливо відмітити, що існують плани спорудження ще трьох ГЕС у верхів'ях річки — каскад Горні Арда). Нижче за течією Арди розміщено ГЕС Студен Кладенец.
Спорудження станції тривало з 1957 по 1963 рік, хоча деякі роботи з укріплення берега затягнулися до 1976-го. Річку перекрили арково-гравітаційною бетонною греблею висотою 103,5 метра та довжиною 403 метри. Вона утворила водосховище площею поверхні 16 км2 та об'ємом 540 млн м3. Припустиме коливання рівня поверхні, при якому здійснюється виробництво електроенергії, лежить між позначками 285 та 324 метри над рівнем моря.
Основне обладнання машинного залу станції становлять чотири турбіни загальною потужністю 106 МВт, які повинні при напорі у 93 метри забезпечувати середньорічне виробництво на рівні 160 млн кВт·год.